# Johan Olde Kalter
Johan Olde Kalter (Losser, 16 april 1944 - Bergen (NH), 13 januari 2008) was een Nederlands journalist en hoofdredacteur van De Telegraaf.
In 1970 behaalde Olde Kalter zijn doctoraal Nederlands Recht aan de Rijksuniversiteit Utrecht.
Van 1993 tot 2006 was hij hoofdredacteur van De Telegraaf en lid van de Raad van bestuur van de Telegraaf Media Groep. Daarnaast bekleedde hij talrijke functies, zoals die van voorzitter van de Raad van beheer en de Raad van commissarissen van het ANP, lid van de Raad voor de Journalistiek, lid van de Raad van toezicht van de Nederlandse Hartstichting en lid van het bestuur van de Stichting Jip Golsteijn Journalistiekprijs.
In april 2006 werd hij benoemd tot Officier in de Orde van Oranje-Nassau.
Op 13 januari 2008 overleed Olde Kalter onverwacht op 63-jarige leeftijd. Hij werd op 19 januari in zijn woonplaats Bergen begraven op de Rooms-katholieke Begraafplaats.